# 歌川国重 (2代目)
二代目 歌川 国重（うたがわ くにしげ、生没年不詳）とは、江戸時代の浮世絵師。

## 来歴
二代目歌川豊国の門人。文政11年（1828年）建立の豊国先生瘞筆之碑に「二代目豊国社中」として「国重」の名があるが、作や経歴については不明。作画期は文政から天保の頃にかけてとされている。